# Jean-Marc Thibault
Pour les articles homonymes, voir Thibault.
Jean-Marc Thibault, né le 24 août 1923 à Saint-Bris-le-Vineux (Yonne) et mort le 28 mai 2017 à Marseille 7e, est un acteur, réalisateur et scénariste français.
Il a connu la célébrité grâce à son duo comique avec Roger Pierre.

## Biographie

### Carrière

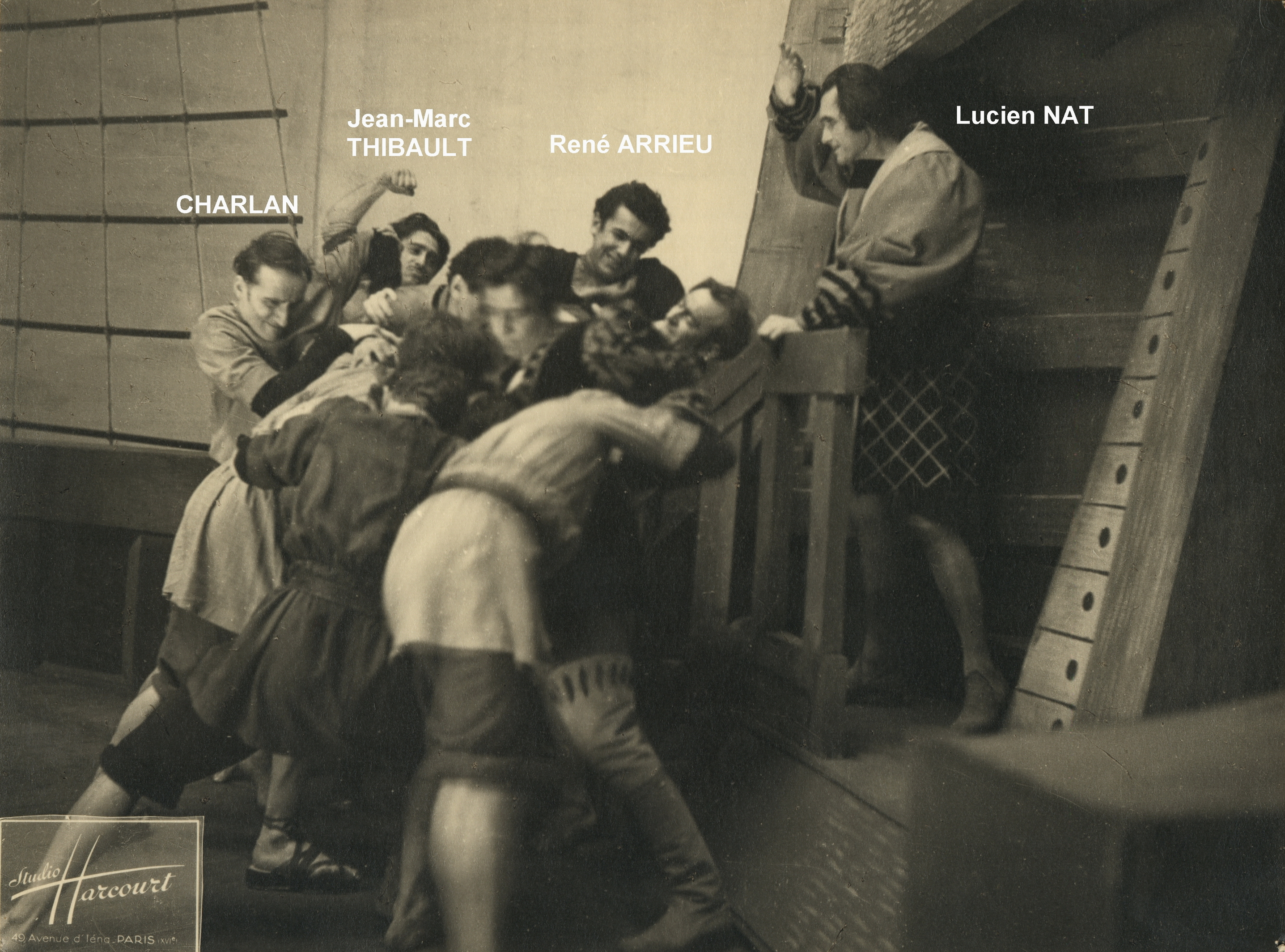
Charlan, Jean-Marc Thibault, René Arrieu et Lucien Nat dans Cristobal au théâtre Montparnasse, en mai 1943.

Fils de Gaston Thibault, cuisinier, et de Louise Silventon, il fait ses études secondaires au lycée Voltaire à Paris, puis travaille dans une pâtisserie de Montreuil. Il suit le cours Simon. Jean-Marc Thibault chante le samedi soir dans un bal musette. Il y est remarqué pour sa voix par un speaker et engagé à Radio Luxembourg pour lire des annonces publicitaires. Il y rencontre Roger Pierre, avec lequel il crée un duo comique à la radio, puis au cabaret et à la télévision, qui durera trois décennies.

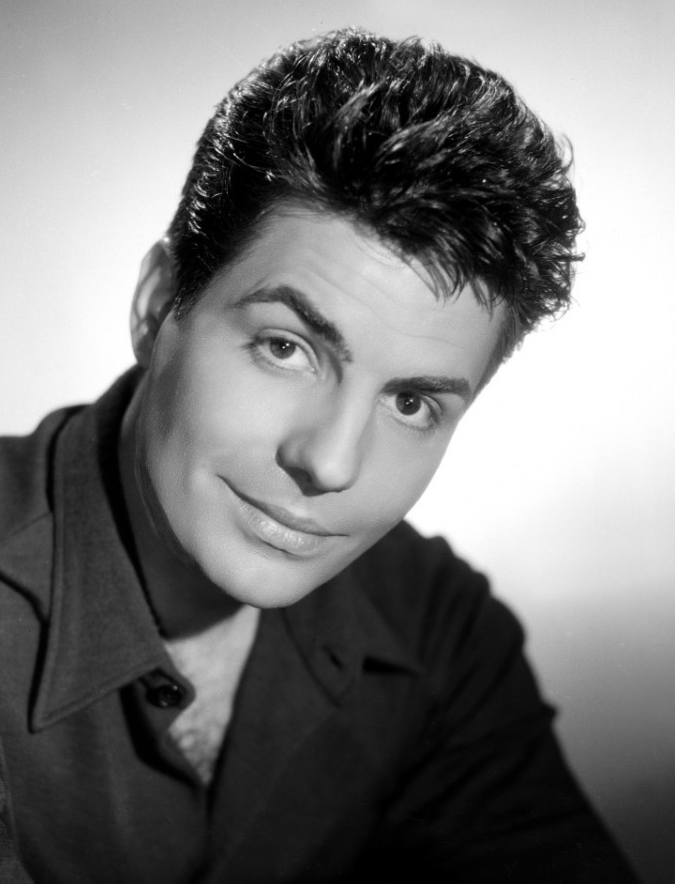
Roger Pierre, son alter-ego et ami duettiste, ici en 1953.

Les deux compères font les beaux soirs des cabarets parisiens comme le Caveau de la République, Le Tabou (1947), L'Amiral (1949-1955), Chez Carrère (1950), Chez tonton (1951), avant de fouler les planches (l’Olympia de 1954 à 1957, l’Alhambra de 1958 à 1962) et de s'emparer des studios de télévision, se produisant notamment dans des émissions populaires comme 36 chandelles présentée par Jean Nohain, puis dans celles de Maritie et Gilbert Carpentier. Cette association donne naissance à d'innombrables spectacles et à cinq longs métrages : La vie est belle en 1956, Vive les vacances en 1958, Les Motards en 1959 (avec également Francis Blanche), Un cheval pour deux en 1961, et Faites donc plaisir aux amis en 1969. Habitué des comédies populaires, Jean-Marc Thibault tourne notamment dans Les Assassins du dimanche d'Alex Joffé en 1955, Les Baratineurs de Francis Rigaud en 1965. Plus tard, en 1978, Yves Boisset l'engage dans La Femme flic, aux côtés de Miou-Miou, et Jean Marbœuf pour Vaudeville.
Roger Pierre et Jean-Marc Thibault ont régulièrement présenté l'émission Les Grands Enfants diffusée de 1967 à 1970, émission de divertissement à laquelle ont participé un grand nombre d'humoristes de l'époque : Jacqueline Maillan, Jean Poiret, Michel Serrault, Jacques Martin, Sophie Desmarets, Roger Carel, Francis Blanche, Jean Yanne, Maurice Biraud et Marcel Amont.
De 1985 à 1993, Jean-Marc Thibault se consacre à la télévision, où il joue notamment dans la série télévisée à succès Maguy, qui se déroule au « Vézinet », pour faire allusion à la ville du Vésinet dans les Yvelines mais où la série n'a jamais été tournée, avec, entre autres, Rosy Varte et Marthe Villalonga, mais aussi dans son célèbre rôle de Pierrot avec Claude Jade et Valérie Karsenti dans La Tête en l'air, dont le scénario est écrit par son épouse, Sophie Agacinski.
Le comédien revient au cinéma en 2001 avec deux longs métrages : De l'amour de Jean-François Richet et Vidocq de Pitof. Puis, en 2002, il tourne dans Féroce de Gilles de Maistre aux côtés de Samy Naceri, film qui traite de la montée de la droite nationale en France, et enchaîne téléfilms sur téléfilms (quatre pour la seule année 2003). Son comparse de toujours, Roger Pierre, qui était son cadet de six jours, est mort à l'âge de 86 ans le 23 janvier 2010.
Il meurt à son tour le 28 mai 2017 à l'âge de 93 ans, à Marseille,. Ses obsèques ont lieu le 12 juin 2017 en l'église Saint-Roch dans le 1er arrondissement de Paris en présence de son beau-frère Lionel Jospin et de nombreuses personnalités du monde du spectacle. Il est par la suite incinéré au Père-Lachaise.

### Vie privée et engagements
À la fin de la Seconde Guerre mondiale, Jean-Marc Thibault épouse Madeleine. Ils restent mariés vingt ans et ont trois enfants : Xavier, Frédéric et Anne. Au cours d'un tournage, en 1965, il rencontre la comédienne Sophie Agacinski, qu'il épouse le 9 juillet 1983 et dont il a un fils, Alexandre. Elle est la sœur de Sylviane Agacinski, épouse de Lionel Jospin, Premier ministre français de 1997 à 2002, ce qui inspira à Cabu un dessin dans Le Canard enchaîné suivant la victoire de Jospin et du PS aux législatives de 1997, intitulé Passation de pouvoir chez les beaufs, où l'on voyait Roger Hanin, célèbre beau-frère de François Mitterrand, serrer la main de Jean-Marc Thibault, les deux entourés de photographes de presse et de micros empressés.
En 2002, Jean-Marc Thibault voit l'arrivée au second tour de l'élection présidentielle de Jean-Marie Le Pen, candidat du Front national et de l'extrême droite, se hissant devant son beau-frère Lionel Jospin. Jean-Marc Thibault venait alors justement de tourner dans le film Féroce, de Gilles de Maistre, qui traite de la montée de l'extrême droite en France.
En mai 2017, au second tour de l'élection présidentielle en France, il vote pour l'ancien ministre Emmanuel Macron, contre Marine Le Pen, candidate du Front National.
Jean-Marc Thibault est le père de Xavier Thibault et Frédéric Thibault, directeurs du Grand Orchestre du Splendid, et d'Alexandre Thibault, comédien et réalisateur, né en 1968.

## Filmographie

### Cinéma
- 1944 : Premier de cordée de Louis Daquin, adapté du roman éponyme de Frison-Roche.
- 1947 : Antoine et Antoinette de Jacques Becker : Un garçon épicier
- 1947 : La Cage aux filles : Edmond
- 1947 : Une vie de garçon de Jean Boyer : Bobby
- 1947 : Femmes de Paris de Jean Boyer
- 1948 : Je n'aime que toi de Pierre Montazel : Un journaliste d'Ici-Paris
- 1950 : Désordre de Jacques Baratier - Documentaire : Lui-même
- 1953 : Lettre ouverte d'Alex Joffé : Gaston
- 1953 : Belle Mentalité ! d'André Berthomieu : Le journaliste
- 1954 : L'Œil en coulisses d'André Berthomieu : Dudu Durand
- 1954 : Escalier de service (Service entrance) de Carlo Rim : Léo, le photographe des rues, dans les sketchs de liaison
- 1954 : Les Nuits de Montmartre de Pierre Franchi : Robert Verdier
- 1955 : Les deux font la paire d'André Berthomieu : Hector Trignol
- 1955 : Les Assassins du dimanche (Alex Joffé) : Robert Simonet
- 1956 : La vie est belle (Life is Beautiful) de Roger Pierre et Jean-Marc Thibault : Paul
- 1956 : Une nuit aux Baléares de Paul Mesnier : Pierrot
- 1956 : Nous autres à Champignol de Jean Bastia : Un garde
- 1957 : C'est arrivé à 36 chandelles de Henri Diamant-Berger : Lui-même
- 1958 : Vive les vacances de Jean-Marc Thibault : Jeannot
- 1958 : Sans famille d'André Michel : Le clown Bob
- 1959 : Les Motards (The motorcycle cops) de Jean Laviron : Marc Pugnaire
- 1960 : Les Héritiers (The heirs) de Jean Laviron : Marc
- 1960 : Un cheval pour deux (A horse for two) de Jean-Marc Thibault : Roland
- 1960 : Napoléon II, l'aiglon de Claude Boissol : Napoléon 1er
- 1961 : La Belle Américaine de Robert Dhéry : L'homme efféminé à la réception
- 1961 : Virginie de Jean Boyer : Olivier
- 1961 :Tartarin de Tarascon de Francis Blanche : Le second scout
- 1961 : Nous irons à Deauville (We will go to Deauville) de Francis Rigaud : Un responsable de la quincaillerie
- 1964 : Les Gros Bras : Jean Rodin
- 1965 : Les Baratineurs de Francis Rigaud : L'autre aubergiste
- 1966 : Les malabars sont au parfum de Guy Lefranc : Michel Bouchard et Markovitch, l'agent russe
- 1969 : Faites donc plaisir aux amis de Francis Rigaud : Lucien Barjon
- 1969 : Le Débutant de Daniel Daert : Le réalisateur
- 1969 : Des vacances en or (Hurrah for adventures!) de Francis Rigaud : Philippe
- 1972 : Gross Paris de Gilles Grangier
- 1974 : En grandes pompes de André Teisseire : Gustave
- 1976 : Le Juge Fayard dit « le Shériff » d'Yves Boisset : Camus, le chef d'entreprise
- 1977 : Les Bidasses au pensionnat de Michel Vocoret : Le capitaine Jolly
- 1978 : Genre masculin de Jean Marbœuf : Alain
- 1978 : On efface tout de Pascal Vidal : Armorin
- 1979 : La Ville des silences de Jean Marbœuf : Le chômeur
- 1979 : La Femme flic d'Yves Boisset : Le commissaire Porel
- 1980 : Signé Furax de Marc Simenon : Le ministre
- 1980 : Le Roi des cons de Claude Confortès : Le gros grincheux
- 1980 : Croque la vie de Jean-Charles Tacchella : M. Lamblin, le père de Thérèse
- 1981 : Allons z'enfants de Yves Boisset : Pradier
- 1981 : Mon curé chez les nudistes de Robert Thomas : Antoine
- 1982 : Le Corbillard de Jules de Serge Penard : Gaston Ribourdoir
- 1982 : Petit Joseph de Jean-Michel Barjol : Jean Galloudec, dit « Pépé »
- 1986 : Vaudeville de Jean Marbœuf : Pierrot
- 1990 : Voir l'éléphant de Jean Marbœuf : La Fringale
- 1990 : La Femme fardée de José Pinheiro : Simon Béjard
- 1994 : De sueur et de sang de Paul Vecchiali : Jacky, l'entraîneur
- 1997 : La Femme du pêcheur de Dominique Cheminal
- 2000 : L'Enfant de la honte de Claudio Tonetti : Lucien
- 2000 : Vidocq de Pitof : Leviner
- 2000 : Mistinguett, la dernière revue (Comédie musicale) de Jérôme Savary
- 2001 : De l'amour de Jean-François Richet : Le père de Maria
- 2002 : Féroce de Gilles de Maistre : Hugues-Henri Lègle, le chef
- 2008 : Un homme et son chien de Francis Huster : L'homme du bus à la soupe populaire
- 2009 : Mademoiselle Chambon de Stéphane Brizé : Le père de Jean

### Télévision
- 1962 : La Grande Farandole (série télévisée) avec Roger Pierre
- 1964 : Le Théâtre de la jeunesse : Méliès, le magicien de Montreuil-sous-Bois (téléfilm) de Jean-Christophe Averty : Georges Méliès
- 1967 : Deux Romains en Gaule (téléfilm) de Pierre Tchernia  avec Roger Pierre : Prospectus
- 1970 : Deux sur la 2 (série télévisée) avec Roger Pierre
- 1972 : A la manière 2 (série télévisée) avec Roger Pierre
- 1972 : L'Image (téléfilm) de Jeannette Hubert
- 1973 : Devine qui est derrière la porte (série télévisée) avec Roger Pierre
- 1973 : Les Maudits Rois fainéants (série télévisée) de Maritie et Gilbert Carpentier avec Roger Pierre
- 1973 : Arsène Lupin (série télévisée) (apparition dans l'épisode Herlock Sholmes lance un défi)
- 1974 : Rossel et la commune de Paris (téléfilm) de Serge Moati : François Achille Bazaine
- 1974 : La Mer promise (téléfilm) de Jacques Ertaud
- 1977 : Le Passe-muraille (téléfilm) de Pierre Tchernia : Le chanteur de rue
- 1978 : Messieurs les ronds-de-cuir (téléfilm) de Daniel Ceccaldi : Derouet, le cabaretier
- 1978 : L'Avare (téléfilm) de Jean Pignol
- 1978 : Les Cinq Dernières Minutes (série télévisée) épisode Les loges du crime de Jean Chapot : Marcus
- 1978 : Pierrot mon ami (téléfilm) de François Leterrier : Pradonet
- 1978 : Les Fleurs fanées (téléfilm) de Jacques Ertaud
- 1979 : Mathieu, Gaston, Peluche (téléfilm) de Bernard Roland
- 1980 : Docteur Teyran (téléfilm) de Jean Chapot : Raymond Carmel
- 1980 : Le Mécréant (téléfilm) de Jean L'Hôte : Le député
- 1980 : Le Boulanger de Suresnes (téléfilm) de Jean-Jacques Goron : Voittin, le boulanger
- 1980 : L'Atterrissage (téléfilm) de Éric Le Hung
- 1981 : Le Wagon de Martin (téléfilm) de Patrick Saglio
- 1982 : Le Voyageur imprudent (téléfilm) de Pierre Tchernia
- 1982 : Papa Poule (série télévisée) saison 2 - épisode Les vacances de Papa poule et Cie : Un passant au marché
- 1982 : Les Enquêtes du commissaire Maigret de Jean-Jacques Goron (série télévisée), épisode : Maigret et les Braves Gens : L'épicier
- 1983 : Les cerfs-volants (téléfilm) de Jacques Ertaud d'après Romain Gary
- 1984 : Emportez-la avec vous (téléfilm) de Jean Sagols
- 1984 : Une vie comme je veux (téléfilm) de Jean-Jacques Goron
- 1985 - 1994 : Maguy (série télévisée) de Jean-Guy Gingembre : Georges Boissier
- 1985 : Clémence Aletti (série télévisée) de Peter Kassovitz : Bourseiller
- 1985 : La Mule de corbillard (téléfilm) de Claude Vajda
- 1987 : La Tête en l'air (série télévisée) de Marlène Bertin : Pierrot
- 1993 : La Treizième Voiture (téléfilm) d’Alain Bonnot : le chef de la sécurité
- 1993 : Les Grandes Marées (série télévisée) de Jean Sagols : Maurice Leclerc
- 1994 : Une femme contre l'ordre (téléfilm) de Didier Albert
- 1996 : Billard à l'étage (téléfilm) de Jean Marbœuf
- 1996 : Le Roi en son moulin (téléfilm) de Jacob Berger
- 1996 : Terre indigo (série télévisée) de Jean Sagols : Léon Bousqueyrolle
- 1997 : Le Record (téléfilm) d'Edwin Baily
- 1998 : Le Comte de Monte-Cristo (série télévisée) de Josée Dayan : Barrois
- 1999 : Ma terre (téléfilm) de Bernard Malaterre
- 2000 : Le Châtiment du Makhila (téléfilm) de Michel Sibra
- 2001 : Le Compagnon : choisir son père (série télévisée) de Pierre Lary
- 2002 : Une deuxième chance (téléfilm) de Frédéric Krivine : Luther
- 2002 : Rien ne va plus (téléfilm) de Michel Sibra
- 2002 : Le Compagnon (série télévisée) de Maurice Frydland et Pierre Lary
- 2003 : Fruits mûrs (téléfilm) de Luc Béraud

## Théâtre

### Comédien
- 1943 : Cristobal de Charles Exbrayat, mise en scène Jean Darcante (Compagnie d'art dramatique Jean Darcante), création au Théâtre Montparnasse-Gaston Baty
- 1952 : L'Amour en papier de Louis Ducreux, mise en scène Michel de Ré, Théâtre du Quartier Latin
- 1952 : Le Jardin du roi de Pierre Devaux, mise en scène Michel de Ré, Théâtre du Quartier Latin
- 1952 : Le Sire de Vergy de Robert de Flers, Gaston Arman de Caillavet, mise en scène Jean-Pierre Grenier, Théâtre La Bruyère
- 1953 : Le Diable à quatre de Louis Ducreux, mise en scène Michel de Ré, Théâtre Montparnasse
- 1959 : La Revue de l'Alhambra de Paris de Roger Pierre et Jean-Marc Thibault, chorégraphie Don Lurio, musique Claude Stiermans, Théâtre des Célestins
- 1963 : Mary, Mary de Jean Kerr, mise en scène Jacques-Henri Duval, Théâtre Antoine
- 1965 : Deux anges sont venus de Roger Pierre et Jean-Marc Thibault d'après Albert Husson, mise en scène Pierre Mondy, Théâtre de Paris
- 1966 : Le Festival du rire de Roger Pierre et Jean-Marc Thibault, Théâtre des Célestins
- 1967 : Qui est cette femme ? de Norman Krasna, mise en scène Jacques Fabbri, Théâtre de la Porte-Saint-Martin
- 1972 : Le Jour le plus court de Jean Meyer, mise en scène de l'auteur, Théâtre des Célestins
- 1973 : Le Médecin malgré lui de Molière, mise en scène Jean-Marc Thibault, Théâtre Firmin Gémier
- 1976 : Monsieur Chasse ! de Georges Feydeau, mise en scène Robert Dhéry, Théâtre de l'Atelier
- 1977 : Le Barbier de Séville de Beaumarchais, mise en scène Teddy Bilis, Théâtre des Célestins
- 1977 : Qui est qui ? de Keith Waterhouse, Willis Hall, mise en scène Victor Lanoux, Théâtre des Célestins
- 1978 : La Culotte de Jean Anouilh, mise en scène Jean Anouilh & Roland Piétri, Théâtre de l'Atelier
- 1981 : Volpone de Jules Romains et Stefan Zweig d'après Ben Jonson, mise en scène Jean Meyer, Théâtre des Célestins
- 1982 : La Veuve joyeuse de Franz Lehar, mise en scène d'Alfredo Arias, Théâtre du Châtelet
- 1984 : Nos premiers adieux de Roger Pierre et Jean-Marc Thibault, Théâtre Antoine
- 1986 : Quai Ouest de Bernard-Marie Koltès, mise en scène Patrice Chéreau, Théâtre Nanterre-Amandiers, Rodolfe
- 1987 : Ce soir on improvise de Luigi Pirandello, mise en scène Lucian Pintilie, Théâtre de la Ville
- 1994 : La Fille à la trompette de Jacques Rampal, mise en scène Gérard Caillaud, Théâtre de la Michodière
- 1997 : Cyrano de Bergerac d'Edmond Rostand, mise en scène Jérôme Savary, Théâtre national de Chaillot
- 1999 : La Fille de Dublin, Espace Cardin
- 2000 : Glengarry de David Mamet, mise en scène Marcel Maréchal, Théâtre du Rond-Point
- 2001 : Mistinguett, la dernière revue de Franklin Le Naour et Jérôme Savary, mise en scène Jérôme Savary, Opéra-Comique

### Metteur en scène
- 1953-1954 : Mobilette, livret de Serge Veber, paroles d’André Hornez, musique d'Henri Betti, L'Européen

## Discographie

### Jean-Marc Thibault
- 1947 : Edith Piaf : Le Rideau Tombe Avant la Fin (Jean-Marc Thibault et Jacques Besse)
- 1954 : Destins hors série : Jean Mermoz : Avec Jean-Marc Thibault dans le rôle de Jean Mermoz. Une production écrite et réalisée par Francis Blanche
- 1958 : Héliodore chassé du temple : Le roi d'Asie convoite les trésors secrets / Départ d'Héliodore et de ses soldats pour Jérusalem / Deuil et prières des juifs / Profanation du temple et châtiment d'Héliodore / Allégresse des juifs / Confusion d'Héliodore / Son retour / Berceuse pour le roi d'Asie / Les vendeurs chassés du temple / Choral - Narrateur : Jean-Marc Thibault - Texte de Maurice Cocagnac - Musique de Leo Preger - Chanteurs : Paul Derenne, Pierre Germain - Chœurs d'Élisabeth Brasseur, Orchestre dirigé par Tony Aubin
- 1969 : Georges Duhamel Vous Parle : Le Combat contre les ombres (Extrait) lu par Jean-Marc Thibault
- 1971 : Lucky Luke, narrateur et voix de Jolly Jumper
- 1977 : Sketches : J’suis morose / Haute couture et grande surface (Jean-Marc Thibault) / Les difficultés de la langue française (Jean-Marc Thibault), enregistré en public
- 1978 : Lucky Luke : La Ballade des Dalton, voix d'Aldous Smith
- 1987 : Kiki la Casse : Auteur : Henriette Bichonnier. Raconté par Jean-Marc Thibault
- 1989 : Charles Aznavour : Pour toi Arménie, participation aux chœurs
- 1991 : Le Printemps Des Valses Et Des Javas : Pot Pourri De Javas / Ça S'Est Passé Un Dimanche / Quand On Se Promène Au Bord De L'Eau / Le Petit Vin Blanc / Pot Pourri De Valses / La Java Bleue / C'Est Un Mauvais Garçon / La Java Des Vieux Truands (Jean-Marc Thibault et Xavier Thibault) / Rue De Notre Amour
- 2013 : Jean-Marc Thibault Pousse La Chansonnette : La Java / Chantez / En Revenant De La Revue / Rue Saint-Vincent / Pot Pourri France / Le Béret / Ca C'Est Passé Un Dimanche / Tout En Causant / Le Dancing Thé / Quand On Se Promène Au Bord De L'Eau / Ca Fait D'Excellents Français / Lily Marlene / Le Chant Des Partisans / Fleur De Paris / Pot Pourri / La Plus Bath Des Javas[9]

### Roger Pierre et Jean-Marc Thibault
- 1955 : 1 : Série Noire (Florence Véran, Roger Pierre) / A Joinville-Le-Pont (Etienne Lorin, Roger Pierre) / Surprise-Partie Chez Lily (Jacques Pruvost, Roger Pierre, Jean-Marc Thibault) / Rendez-Vous Au Pam-Pam (Florence Véran, Jacques Mareuil, Roger Pierre)
- 1955 : 2 : Peintures et dessins (Roger Pierre) / Conférence anatomique (Roger Pierre) / La rencontre du zéro et de l’infini (Roger Pierre)
- 1955 : 3 : Le roi s’ennuie (Roger Pierre) / Par ici m’ssieurs-dames (Roger Pierre)
- 1955 : 4 : Le héros et le bambino (Roger Pierre) / Langage pour chien (Roger Pierre) / Cyrano à la Peter Cheney (Roger Pierre)
- 1956 : Du film « La vie est belle » : Le plaisir de la vaisselle (Loulou Gasté, Roger Pierre, Jean-Marc Thibault) / La chanson swing (Jean-Pierre Mottier, Roger Pierre) / Si, si, si, la vie est belle (Gilbert Bécaud, Roger Pierre, Jean-Marc Thibault) / + Le cuirassier de Reichshoffen (Rock’n Roll) (Roby Davis, Claude Stieremans, Roger Pierre)
- 1956 : A L'Olympia : Si, Si, Si La Vie Est Belle (Gilbert Bécaud, Roger Pierre, Jean-Marc Thibault) / La Guerre En Dentelles (Roger Pierre) / Cyrano A La Peter Cheney (Nouvelle Version) (Roger Pierre) / La Chanson Swing (Jean-Pierre Mottier, Roger Pierre) / Les Deux Scouts (Roger Pierre) / Le Cuirassier De Reichshoffen (Roby Davis, Claude Stieremans, Roger Pierre)
- 1956 : Club vol.1 : Tout p’tit peu (Roger Pierre) / Nord-sud (Roger Pierre, Jean-Marc Thibault) / Les p’tites danseuses (Roger Pierre) / Les mauvais (Roger Pierre, Jean-Marc Thibault) / À Joinville-le-Pont (Etienne Lorin, Roger Pierre)
- 1956 : 25 Cm d'humour : Langage Pour Chien / Le Héros Et Le Bambino / Cyrano à la Peter Cheney / Cyrano à la Pagnol / Camille, T'es Un Cochon (Jean-Marc Thibault) / Snobisme (Jean-Marc Thibault) / Le Poème Mérovingien / Un Couturier Vous Parle / Le Poète Jules Gréco / La Sentinelle 1914 - Sketches de Roger Pierre (sauf mentions ci-dessus). Enregistré au cabaret l'Amiral.
- 1957 : 5 : Si Napoléon Rencontrait Bonaparte / Le Cercle Vicieux - Sketches de Roger Pierre
- 1957 : 33 P'tits Tours Et Puis S'en Vont... : Si Napoléon Rencontrait Bonaparte / Conférence Anatomique / La Rencontre Du Zéro Et De L'infini / Peintures Et Dessins / Par Ici M'ssieurs Dames / Le Cercle Vicieux / Le Roi S'ennuie - Sketches de Roger Pierre
- 1957 : Club vol.2 : Dans les fossés de Vincennes / Langage pour chien (nouvelle version) (Roger Pierre) / La synchro (Jean-Marc Thibault) / Les jolis bouchers (Roger Pierre, Jean-Marc Thibault) / Casserole sérénade (René Denoncin, Jack Ledru, Roger Pierre, Jean-Marc Thibault)
- 1957 : Six sketches en 16 tours : Cyrano à la Pagnol (Roger Pierre) / Langage pour chien (Roger Pierre) / La sentinelle 1914 (Roger Pierre) / Camille, t’es un cochon (Jean-Marc Thibault) / Nord-Sud (Roger Pierre - Jean-Marc Thibault) / La synchro (Jean-Marc Thibault)
- 1957 : Nos Meilleurs Sketches : Cyrano à la Peter Cheney / Les Deux Scouts / Nord-Sud (Roger Pierre - Jean-Marc Thibault) / Langage Pour Chien / Si Napoleon Rencontrait Bonaparte / Un Couturier Vous Parle / Le Poète Jules Greco / Cyrano à la Pagnol / La Sentinelle 1914 - Sketches de Roger Pierre (sauf mention ci-dessus)
- 1957 : Classiques de l’humour vol. 1 - Alphonse Allais dit par Roger Pierre et Jean-Marc Thibault : Pour en avoir le cœur net / Les Templiers / Un moyen comme un autre / Une invention / La nuit blanche d'un hussard rouge / Le veau / Allumons la bacchante - Textes d'Alphonse Allais
- 1958 : A L'Alhambra : Les Rossignols Du Centre (Roger Pierre, Jean-Marc Thibault) / Rééducation Nationale (Roger Pierre) / Au Nom De Zeus (Roger Pierre)
- 1958 : Le guitariste (Jean-Marc Thibault) / L'homme de main (Claude Stieremans, Roger Pierre) / Mele match (Roger Pierre, Jean-Marc Thibault) / Comme un vol de gerfaut (poème) - Enregistré au Théâtre Municipal de Fontainebleau
- 1958 : Cavalcade (chansons 1900-1920) : Le couteau / Elle était souriante / Valse brune / En revenant de la revue / Le trompette en bois / La femme aux bijoux / La pocharde / Le long du Missouri
- 1958 : Roger Pierre & Jean-Marc Thibault Chantent : Tim (du film « Sans famille ») (Roger Pierre, Jean-Marc Thibault, Paul Misraki) / Ozoir-la-Ferrière (Roger Pierre, Claude Stieremans) / Il Est Fou (du film « Vivent les vacances ») (Jean-Marc Thibault, Roland Lucchesi) / Augustine (Jean-Marc Thibault, Claude Stieremans)
- 1958 : Roger Pierre & Jean-Marc Thibault...A La Caserne :	Le tram / Marche des zouaves
- 1958 : Dansez le charleston...Avec Roger Pierre & Jean-Marc Thibault : Ce charleston / Ain’t she sweet ? / Yes, sir, that’s my baby / Pour danser le charleston
- 1959 : À la Bastille / C’est parti mon kiki / La romance de Chéri-Bibi / Moi je ris
- 1960 : Votre double chance!... : Pour qui sonne Legal : microsillon publicitaire
- 1961 : Aragon et Castille / L’accordéon du grand-père / Le tango du garçon / Que, que, que, hay
- 1961 : Bande Originale du Film « 1 cheval pour 2 » : Orchestre d'André Astier : La marche en canard - Orchestre de Claude Stieremans : Bagarre / Exécution / Berlingot - Far West
- 1962 : Cavalcade de succès militaires : Le père la victoire / La soupe et l'bœuf / Tout le long de la Tamise / La Madelon / Tu le r'verras Paname / Vive le pinard / Over there / La Madelon de la victoire
- 1962 : La Foire aux Cancres : La Classe de Monsieur Aubuchet / La Classe de Monsieur Lesseq
- 1962 : Les Plumes Rouges, une comédie musicale à grand spectacle en 2 actes et 20 tableaux : Roger Pierre : Gloria / I Love You / Vivre A La Française - Jean-Marc Thibault : La Police Est Partout -  Roger Pierre & Jean-Marc Thibault : Les Auvergnats De Paris / La Marche Du Saucisson - Sophie Daumier : Moi J'avais Rêvé / Je T'attendrai Comme La Lionne - Claudine Coster : Des Fleurs D'un Inconnu / Valse -  Claudine Coster & Sophie Daumier : Comme Les Oiseaux - Les Karting Bros : Bath. Livret : Jacqueline Cartier, Jean-Marc Thibault, Roger Pierre. Musique et direction d'orchestre : Claude Stieremans. Mise en scène : Jean-Marc Thibault. Enregistré à l'Alhambra.
- 1963 : Salut les petits copains : Trois jeunes tambours / Aux îles vent debout / Le général dort debout / L'école est finie / Tim (Roger Pierre, Jean-Marc Thibault, Paul Misraki) / Papa n'a pas voulu / La révolte des joujoux / Petit Gonzalès
- 1963 : Quand Un Skieur... /	Deux Zero Sept / Le Télévisiteur Du Soir / Qui A Peur De Rodrigue ? / L'Idole Et Le Musicien / L'Homme De Main (Roger Pierre, Claude Stieremans) - Sketches de Roger Pierre et Jean-Marc Thibault (sauf mention ci-dessus) - Enregistré en public
- 1963 : Le Temps Des Zazous : Elle Était Swing / Je Suis Swing / Mademoiselle Swing / Y A Des Zazous
- 1964 : À Joinville-le-Pont (Roger Pierre, Étienne Lorin) / Surprise-partie chez Lili (Jean-Marc Thibault, Roger Pierre, Jacques Pruvost) / Si, si, si, la vie est belle (Gilbert Bécaud, Roger Pierre, Jean-Marc Thibault) / Ozoir-la-Ferrière (Roger Pierre, Claude Stieremans)
- 1965 : Deux anges sont venus : Comédie musicale de Roger Pierre et Jean-Marc Thibault d'après La Cuisine des anges d'Albert Husson. Musique de Georges Garvarentz
- 1967 : Les majorettes (Claude Stieremans, Roger Pierre, Jean-Marc Thibault) / Y’a toujours un toquard à l’arrivée / Encore un carreau (Claude Stieremans, Roger Pierre, Jean-Marc Thibault) / Mon chien-chien (Claude Stieremans, Roger Pierre)
- 1968 : 3 Sketches De H. Poterie Interprétés Par Roger Pierre Et Jean-Marc Thibault : microsillon publicitaire
- 1968 : Un caniche vous parle (Roger Pierre, Jean-Marc Thibault) / Les culturels (Roger Pierre, Jean-Marc Thibault)
- 1968 : Les Nouvelles Aventures De Roger Pierre Et Jean-Marc Thibault - Un Caniche Vous Parle : Un Caniche Vous Parle (Roger Pierre, Jean-Marc Thibault) / Mon Beau Sabot (Roger Pierre, Jean-Marc Thibault) / Les Culturels (Roger Pierre, Jean-Marc Thibault) / Version Espagnole (Roger Pierre) / Les Moules Perlières / Le Pétoman (Roger Pierre) / Les Mauvais (Roger Pierre, Jean-Marc Thibault)
- 1969 : On Veut S'Fendre la Poire (Claude Bolling, Jean-Marc Thibault, Roger Pierre) / Le Train Ne Siffle Pas 3 Fois / Ta Bouche Bébé T'Auras Une Frite / Boof… !!!
- 1970 : Bande Sonore Originale Du Film « Des Vacances En Or » : Les Souris : Des Vacances En Or (Bernard Gérard, Jean-Marc Thibault, Roger Pierre) / Bernard Gérard : Le Crocodile Porte-Clé
- 1971 : Le Flan des Cornéliens (extrait de « 2 sur la 2 »)
- 1972 : Les Baisers Les Plus Longs / Ah ! Lea
- 1972 : Entre la Poire et le Fromage / La Seconde Chèvre de Monsieur Séguin
- 1973 : Les Maudit Rois Fainéants : Textes de Roger Pierre et Jean-Marc Thibault - Musique et direction d'orchestre : Pierre Porte - Avec : Roger Pierre, Jean-Marc Thibault, Sophie Agacinski, Laurence Badie, Evelyne Dassas, Esther Horen, Francis Roussef, Jean-Michel Mole, Robert Rollis, André Chaumeau, Jean Rougerie, Jean-Pierre Rampal
- 1984 : Cyrano à la Peter Cheney (Roger Pierre) / Les Deux Scouts (Roger Pierre) / Qui A Peur De Rodrigue ? (Roger Pierre, Jean-Marc Thibault) / Quand Un Skieur... (Roger Pierre, Jean-Marc Thibault) / Deux Zéro Sept (Roger Pierre, Jean-Marc Thibault) / Langage Pour Chien (Roger Pierre) / Nord-Sud (Roger Pierre, Jean-Marc Thibault) / Les Mauvais (Roger Pierre, Jean-Marc Thibault) / Les Bouchers (Roger Pierre, Jean-Marc Thibault) / A Joinville-Le-Pont (Etienne Lorin, Roger Pierre) / Si Si Si La Vie Est Belle (Gilbert Bécaud, Roger Pierre, Jean-Marc Thibault) / Le Héros Et Le Bambino (Roger Pierre) / Snobisme (Jean-Marc Thibault) / Le Poème Mérovingien (Roger Pierre) / Camille T'es Un Cochon (Jean-Marc Thibault) / Cyrano à la Pagnol (Roger Pierre) / En Revenant De La Revue - Compilation de sketches enregistrés en public entre 1954 et 1966
- 1984 : Nos Premiers Sketches : La Guerre En Dentelles (Roger Pierre) / Cyrano à la Peter Cheney (Roger Pierre) / La Chanson Swing (Jean-Pierre Mottier, Roger Pierre) / Nord-Sud (Roger Pierre, Jean-Marc Thibault) / Les Deux Scouts (Roger Pierre) / Langage Pour Chien (Roger Pierre) / Poème (Comme Un Vol De Gerfaut) / Quand Un Skieur... (Roger Pierre, Jean-Marc Thibault / Qui A Peur De Rodrigue ? (Roger Pierre, Jean-Marc Thibault) / L'idole Et Le Musicien (Roger Pierre, Jean-Marc Thibault) / L'homme De Main (Roger Pierre, Claude Stieremans) / Le Télévisiteur Du Soir (Roger Pierre, Jean-Marc Thibault) / Si Napoléon Rencontrait Bonaparte (Roger Pierre) / Un Couturier Vous Parle (Roger Pierre) / Cyrano à la Pagnol (Roger Pierre) / Elle Était Souriante / La Valse Brune / Le Trompette En Bois / La Femme Aux Bijoux / Le Long Du Missouri / En Revenant De La Revue / À Joinville-Le-Pont (Roger Pierre, Etienne Lorin) / C'est Parti Mon Kiki / Surprise-Party Chez Lily (Jacques Pruvost, Roger Pierre, Jean-Marc Thibault) / Ozoir-La- Ferrière (Roger Pierre, Claude Stieremans) / Aragon Et Castille / Si, Si, Si, La Vie Est Belle (Gilbert Bécaud, Roger Pierre, Jean-Marc Thibault) - Compilation de sketches enregistrés en public et de chansons enregistrées en studio entre 1954 et 1966
- 1990 : Le Caniche / Nord-Sud - Sketches de Roger Pierre et Jean-Marc Thibault - Enregistrement Public à l'Olympia en Octobre 1990
- 1990 : Les Années Rire De Roger Pierre Et Jean-Marc Thibault : Le Caniche (Roger Pierre, Jean-Marc Thibault) / Cyrano De Bergerac (Roger Pierre) / Les Jolis Bouchers (Roger Pierre, Jean-Marc Thibault) / Les Moules Perlières / Le Guitariste Et L'Idole (Roger Pierre, Jean-Marc Thibault) / La Rencontre Du Zéro Et De L'Infini (Roger Pierre) / Les Deux Baigneurs (Roger Pierre, Jean-Marc Thibault) / Les Skieurs (Roger Pierre, Jean-Marc Thibault) / Quelle Autorité (Roger Pierre, Jean-Marc Thibault) / La Guerre En Dentelles (Roger Pierre) / Nord-Sud (Roger Pierre, Jean-Marc Thibault) - Enregistrement Public à l'Olympia en Octobre 1990
- 2010 : Nos Premiers Sketches : Un Tout P'tit Peu / Nord-Sud / Les P'tites Danseuses / Les Mauvais / A Joinville-Le-Pont / Par Ici M'ssieurs-Dames / Le Roi S'Ennuie / Langage Pour Chien / Le Héros Et Le Bambino / Cyrano A La Peter Cheney / Cyrano A La Marcel Pagnol / Camille, T'Es Un Cochon / Snobisme / Le Poème Mérovingien /  Un Couturier Vous Parle / Le Poète Jules Greco / La Sentinelle 1914
- 2011 : Les Grands Humoristes : Langage Pour Chien / Le Héros Et Le Bambino / Cyrano à la Peter Cheney / Cyrano à la Pagnol / Camille, T'es Un Cochon / Snobisme / Le Poème Mérovingien / Un Couturier Vous Parle / Le Poète Jules Gréco / La Sentinelle 1914
- 2014 : Chansons Vécues : Le couteau / Elle était souriante / La valse brune / En revenant de la revue / Le trompette en bois / La femme aux bijoux / La pocharde (Viens Maman) / Le long du Missouri / Le Père "La Victoire" / La soupe et le bœuf / Tout le long de la Tamise / La Madelon / Tu le r'verras Paname / Vive le pinard / Over There / La Madelon de la Victoire / Aux îles vent debout / Le général dort debout / Trois jeunes tambours / A la Bastille / Papa n'a pas voulu / La révolte des joujoux / Surprise Party chez Lily / Un rendez-vous au Pam-Pam / Série noire / Si, si, si la vie est belle / Ce charleston / Ain't She Sweet ? / Yes Sir, That's My Baby / Pour danser le charleston / A Ozoir-la-Ferrière / Tim / Il est fou (Vive les vacances) / Augustine / C'est parti mon kiki / La romance de Chéri-Bibi / Moi je ris / Le tango au garçon / Que Que Que Hay / L'accordéon de grand-père / Aragon et Castille / A Joinville-le-Pont / Petit Gonzalès